# میشار
میشار (به صربی: Mišar) یک منطقهٔ مسکونی در صربستان است که در شاباتس واقع شده‌است. میشار ۲٬۲۱۷ نفر جمعیت دارد.